# Zamek w Radłówce
Zamek w Radłówce – ruiny zamku w woj. dolnośląskim, w powiecie lwóweckim, w gminie Lwówek Śląski, dwa kilometry na zachód od Lwówka Śląskiego.
Radłówka wzmiankowana była już w II dekadzie XIII w., kiedy to wieś była w rękach rodziny Lange. W późniejszym okresie wieś należała do rodu Raussendorf (1421), a następnie do rady miejskiej Lwówka. W 1500 roku wieś została wykupiona od miasta przez Siegmunda von Zedlitza, który na początku XVI w. w miejscu wcześniejszej budowli wzniósł zamek. Była to regularna budowla zbudowana z kamiennych ciosów o wymiarach 24 × 27 m. Dziedziniec otaczały trzy skrzydła mieszkalne (prawdopodobnie dwukondygnacyjna), czwarty bok zamknięty był murem, w którym znajdowała się brama. Całość usytuowana na czworokątnym nasypie o boku ok. 40 m i otoczona była podwójną fosą wypełnionej błotem oraz wałem ziemnym. Zniszczeniu uległa podczas wojny trzydziestoletniej, ale zamieszkiwana była jeszcze do połowy XVIII wieku, później została opuszczona, co spowodowało jej ostateczne zniszczenie. Obecnie w ruinie, a materiał pozyskany z rozbiórki służył do budowy okolicznych gospodarstw.
W fosie można znaleźć wielki kamienny pomnik ku czci Niemców poległych w I wojnie światowej.